# LTD Standard Series
LTD Standard Series er en serie af guitarmodeller fra ESP. Serien omfatter bl.a.:
- EC Series
- Viper Series
- F Series
- EX Series
- M Series
- H Series
- MH Series
- AX Series
- Hybrid Series